# Coccinia palmata
Coccinia palmata är en gurkväxtart som först beskrevs av Otto Wilhelm Sonder, och fick sitt nu gällande namn av Célestin Alfred Cogniaux. Coccinia palmata ingår i släktet Coccinia, och familjen gurkväxter. Inga underarter finns listade i Catalogue of Life.